# Boredoms
A Boredoms japán experimental rock/noise rock/pszichedelikus rock/space-rock együttes. 1986-ban alakultak meg Oszakában. Jelenlegi tagok: Yamantaka Eye, Yojiro Tatekawa, Yoshimi P-We és Shinji Masuko.
Zenei hatásukként főleg a Sonic Youth-ot és a Funkadelic-et jelölték meg. Pályafutásuk alatt 7 stúdióalbumot dobtak piacra. Yamantaka Eye korábban a Hanatarash tagja volt.

## Diszkográfia
- Osorezan no Stooges Kyo (1988)
- Soul Discharge (1989)
- Pop Tatari (1992)
- Chocolate Synthetizer (1994)
- Super ae (1996)
- Vision Creation Newsun (1999)
- Seadrum/House of Sun (2004)